# John Kriza
John Joseph Kriza (Berwyn, 15 gennaio 1919 – Contea di Collier, 18 agosto 1975) è stato un danzatore e insegnante statunitense, la cui lunga carriera come un ballerino principale con l'American Ballet Theatre ha fatto di lui uno dei più noti e più ammirati ballerini del paese.

## Primi anni e formazione
John Joseph Kriza Jr. è nato a Berwyn, una città periferica a ovest di Chicago, nella Contea di Cook, nell'Illinois. Figlio di immigrati cechi, crebbe a Bloomingdale nella fattoria dei suoi genitori e frequentò la J. Sterling Morton High School di Berwyn. Divenne famoso nella comunità per i suoi successi nel balletto. Su sollecitazione di sua madre, che era preoccupata per la salute del figlio sottopeso, aveva iniziato i suoi studi di danza all'età di sette anni, prima con Mildred Prehal, insegnante locale, e poi con Bentley Stone e Walter Camryn a Chicago. Alcuni anni dopo, dopo essersi trasferito a New York, studiò con Pierre Vladimiroff alla School of American Ballet e con Anton Dolin e Valentina Pereyslavic presso la Ballet Theatre School.

## Carriera professionale
Kriza ebbe il suo battesimo come professionista da Ruth Page, la grande dame del balletto di Chicago, che lo ingaggiò nel 1938 per il Federal Dance Project, parte del secondo New Deal del presidente Roosevelt. Nel 1939 fece una tournée in Sud America con il Page-Stone Ballet e nel 1940 si stabilì a New York. Dopo un breve periodo a Broadway, dove apparve in Panama Hattie (1941), con musiche di Cole Porter e danze di Robert Alston, entrò a far parte dell'American Ballet Caravan, una compagnia recentemente costituita da George Balanchine e Lincoln Kirstein. Con questa troupe, creò il suo primo ruolo in Time Table di Antony Tudor, nella parte di uno di un gruppo di soldati in una stazione ferroviaria che salutano le loro fidanzate. In seguito entrò a far parte del Ballet Theatre, un'altra nuova compagnia, costituita nel 1939 da Richard Pleasant e Lucia Chase con un piccolo gruppo di ballerini del Mordkin Ballet. Rimase con questa compagnia, ribattezzata nel 1965 American Ballet Theatre, per venticinque anni, creando molti ruoli importanti e partecipando a molti eventi storici.

### Ruoli creati
- 1941. Time Table. Coreografia di Antony Tudor. Musica di Aaron Copland. Ruolo: Soldato.
- 1942. Romantic Age. Coreografia di Anton Dolin. Musica di George Frideric Handel, Françcois Couperin, e Arcangelo Corelli. Ruolo: Fauno.
- 1943. Dim Lustre. Coreografia di Antony Tudor. Musica di Richard Strauss. Ruolo: Era primavera.
- 1944. Fancy Free. Coreografia di Jerome Robbins. Musica di Leonard Bernstein. Ruolo: secondo marinaio (waltz variation).
- 1944. Waltz Academy. Coreografia di George Balanchine. Musica di Vittorio Rieti. Ruolo: pas de trois con Miriam Golden e Diana Adams.
- 1945. Harvest Time. Coreografia di Bronislava Nijinska. Musica di Antal Dorati. Ruolo: Pastore, insieme a Tamara Tumanova nel ruolo della ragazza.
- 1945. Gift of the Magi. Coreografia di Simon Semenoff. Musica di Lukas Foss. Ruolo: Jim, insieme a Nora Kaye nel ruolo di Dela.
- 1945. On Stage! Coreografia di Michael Kidd. Musica di Norman Dello Joio. Ruolo: ballerino principale.
- 1945. Interplay. Coreografia di Jerome Robbins. Musica di Morton Gould. Ruolo: ballerino principale, con Harold Lang, Janet Reed, Muriel Bentley, e altri.
- 1946. Facsimile. Coreografia di Jerome Robbins. Musica di Leonard Bernstein. Ruolo: Un altro uomo.
- 1948. Fall River Legend. Coreografia di Agnes de Mille. Musica di Morton Gould. Ruolo: Pastore.
- 1950. Caprichios. Coreografia di Herbert Ross. Musica di Béla Bartók. Ruolo: ballerino principale, con Ruth Ann Koesun.
- 1957. Winter's Eve. Coreografia di Kenneth MacMillahn. Musica di Benjamin Britten. Ruolo: Giovane uomo, insieme a Nora Kaye nel ruolo della Ragazza cieca.
- 1958. Concerto. Coreografia di Herbert Ross. Musica di Pëtr Il'ič Čajkovskij. Ruolo: ballerino principale, con Ruth Ann Koesun.
- 1965. L'Inconnue. Coreografia di Bentley Stone. Musica di Francis Poulenc. Ruolo: Primo intruso.

### Altri ruoli
Nel corso degli anni, Kriza ha accumulato un vasto e diversificato repertorio di ruoli. La sua parte più celebre fu il personaggio principale di Billy the Kid di Eugene Loring, con musiche di Aaron Copland e una storia basata su episodi della vita del noto, ma particolarmente attraente, desperado del Vecchio West. Kriza ballò anche ruoli da protagonista nel Rodeo, Tally-Ho e Rib of Eve di Agnes de Mille; Les Sylphides, Petrouchka, Bluebeard e Helen of Troy di Michel Fokine; e Romeo e Giulietta, Jardin aux Lilas, Dark Elegies e Offenbach in 5the Underworld di Antony Tudor. Nella stagione del 1945, un critico fece notare che "Kriza, pur stressato com'era, era ovunque la più luminosa colonna portante del Ballet Theatre, e la sua verve nel finale del suo Romeo aveva risvegliato Zlatkin [il direttore] e l'orchestra stessa in una bella esecuzione musicale ed aveva quasi svegliato Miss Markova facendola uscire dal trance della sua stagione."
A volte Kriza veniva chiamato "Mr. Ballet Theatre" per la sua vasta gamma di ruoli, le sue frequenti apparizioni e la sua singolare popolarità presso il pubblico. Era ammirato in ruoli sia tragici che allegri. In The Combat, un'opera intensamente drammatica di William Dollar, musicata da Raffaello de Banfield, Kriza ballò la scena del cavaliere cristiano Tancredi di fronte a Melissa Hayden nei panni di Clorinda, una ragazza saracena, con grande effetto, mentre la uccide in un duello, ignaro della sua identità. Anche Lupe Serrano fu una straordinaria partner/avversaria in questo pezzo. In netto contrasto, Kriza apparve anche come lo sfacciato Boy in Green ne Les Patineurs di Frederick Ashton e come l'impertinente batterista in  Graduation Ball di David Lichine. In entrambi questi ruoli, fu elogiato per "il suo meraviglioso senso della buffoneria ironica", che ha reso le sue esibizioni "una delizia". Nel repertorio classico, ha ballato l'allegro corteggiatore Colin in una versione de La fille mal gardée e i ruoli principeschi di Albrecht in Giselle. Siegfried nel Lago dei cigni e il principe Désiré in Aurora's Wedding.

### Tecnica e stile
Particolarmente noto per la sua abilità drammatica, Kriza incarna anche uno stile di danza decisamente americano. Pur non essendo un virtuoso classico, fu elogiato per le sue qualità liriche e poetiche. Aveva una padronanza sufficiente della tecnica classica per ballare un credibile Blue Bird in Aurora's Wedding e un brillante It Was Spring in Dim Lustre, una sequenza onirica del "ricordo di un ragazzo che la baciava in un giorno di primavera quando lei era molto giovane." All'inizio della sua carriera, nel maggio del 1945, Kriza fu elogiato da Edwin Denby, un noto critico, che scrisse: "Kriza ora ha un'avanzata dritta e libera e chiarezza di movimento, una postura raffinata e una modestia gentile nei modi che sono tutti di prim'ordine ... Nel mercoledì di Fancy Free ha ballato il suo assolo con un improvviso istinto di continuità del fraseggio che ha mostrato molto chiaramente i suoi ricchi veri doni come ballerino." Di una ripresa del 1956 di Billy the Kid, il critico del The New York Times, John Martin, scrisse "John Kriza è sempre la personalità accattivante, il partner esperto e il delizioso attore-ballerino quando ha un ruolo che glielo permette. Il suo Billy the Kid di questa stagione era ancora una volta fresco e pieno di autorità."

## Anni successivi e morte
Il 22 maggio 1962 ballò in Billy the Kid insieme a Ruth Ann Koesun, molto spesso sua compagna in questo balletto, alla Casa Bianca, per il presidente John Fitzgerald Kennedy e la First Lady Jacqueline Kennedy.
Dopo essersi ritirato dal palcoscenico nel 1966, Kriza fu per diversi anni assistente dei direttori dell'American Ballet Theatre. Continuò ad far provare revival di balletti per varie compagnie e ad insegnare. Durante gli anni '70, fu insegnante nella facoltà di danza dell'Università dell'Indiana di Bloomington. La sua ultima apparizione pubblica fu al gala del trentacinquesimo anniversario dell'American Ballet Theatre nel gennaio 1975, quando si unì a Jerome Robbins e Harold Lang sul palco dopo un'esibizione di Fancy Free, riunendo di nuovo i tre Marinai originali.
Mentre era in visita da sua sorella e suo marito a Napoli, in Florida, Kriza annegò mentre nuotava nel mare vicino a casa loro. Fu trovato morto la mattina del 18 agosto 1975, che galleggiava nel Golfo del Messico. Aveva 56 anni.